# La lampada rossa
La lampada rossa (titolo originale: Round the Red Lamp) è una raccolta che racchiude alcuni racconti medici scritti da Arthur Conan Doyle che egli pubblicò, con scarso successo, nel 1894.
Questi racconti rappresentano un omaggio alla medicina in sé, ma soprattutto a ciò che la figura del medico rappresentava nell'Inghilterra vittoriana.
Ne La lampada rossa l'autore privilegia due particolari aspetti dell'esperienza medica: le frequenti occasioni di incontro con una gran varietà di persone e la sapienza nel saper affrontare problemi che rendevano il medico un esperto conoscitore della vita umana. 
I racconti più interessanti hanno come soggetto la vita di un medico o una situazione di emergenza medica. In altri racconti, invece, il medico o lo studente di medicina compaiono unicamente come pretesto narrativo.
Nonostante l'utilizzo di un'accurata terminologia tecnica per la descrizione dei casi clinici, dal quale emerge la formazione medica di Doyle, lo stile dei racconti rimane fresco e leggero.

## I racconti
(Arthur Conan Doyle in una lettera ad un amico americano)

### La prima operazione
Il racconto è ambientato nell'università della città natale di Doyle, Edimburgo, ed i protagonisti sono uno studente del primo anno di medicina ed uno del terzo anno. Quest'ultimo ha il compito di incoraggiare la matricola che quel giorno assisterà per la prima volta ad un'operazione chirurgica.
L'illustre dottor Archer sta per eseguire l'operazione su una giovane donna afflitta da cancro della parotide, la cui asportazione richiede grande perizia medica. Il dottore è un uomo dotato di una gran fermezza di nervi, mentre l'agitazione del giovane ragazzo alla vista del bisturi lo distoglie completamente dalla realtà facendolo svenire al solo pensiero dell'incisione.
Al suo risveglio la matricola è oggetto delle risate dello studente del terzo anno che lo informa che l'operazione non ha avuto luogo poiché la paziente non sopportava il cloroformio.

### Falsa partenza
Protagonista del racconto è il dottor Horace Wilkinson, medico alle prime armi proprietario di uno studio medico a Sutton, Londra, la cui soglia non è ancora stata varcata da alcun paziente. 
Una sera egli riceve una visita da parte di un uomo che reputa essere senza dubbio il suo primo paziente, e per questo motivo tenta di impressionarlo positivamente diagnosticando a colpo d'occhio la supposta malattia dell'uomo. All'inizio l'estremo rossore delle gote gli suggerisce che egli abbia un problema con l'alcool, ma poi un improvviso attacco di tosse nervosa lo orienta verso una tosse bronchiale. L'uomo in realtà è sano come un pesce e non si trova lì in qualità di paziente, ma di esattore della società del gas.
La seconda, ma non più fortunata visita, è quella di una zingara che porta con sé una bambina affetta da morbillo. L'intenzione della donna non è quella di farla curare, ma solo di informare un medico della malattia in caso ci fosse bisogno di segnalarla una volta deceduta. Ma Wilkinson insiste per darle una cura, chiedendo inizialmente una lauta ricompensa di mezza corona, ma finendo per farle addirittura l'elemosina. 
Riceve infine un'ulteriore visita: è stato mandato a chiamare per curare Lady Millbank, moglie di John Millbank, magnate del commercio londinese. Tra lo stupore e l'incredibilità per l'incarico arriva alle Towers, loro principesca dimora, e riesce a guadagnarsi immediatamente l'ammirazione di Sir John.
Dopo averla visitata ed essere uscito dalla sua camera, trova nel salone il medico di famiglia, il dottor Mason, accompagnato dal dottor Adam Wilkinson, professore di malattie polmonari al Regent's College di Londra. Era quest'ultimo, in realtà, il dottor Wilkinson che la famiglia Millbank aveva mandato a chiamare. Il malinteso si risolve in modo fortunato per Horace, al quale viene offerto da Sir John il posto come nuovo medico di famiglia. Ma egli, uomo d'onore, rifiuta, trovandolo ingiusto nei confronti del collega più anziano. La sua condotta gli fa così guadagnare l'ammirazione anche del dottor Mason, con il quale egli fonderà il famoso studio Mason&Wilkinson.
Falsa Partenza si ispira, con molte probabilità, all'esperienza vissuta da Arthur Conan Doyle a Portsmouth dove, malgrado le iniziali difficoltà economiche, egli riuscì ad aprire un suo studio che, dopo qualche anno di sacrifici, lo portò alla tranquillità economica. 
Senza altrettanta fortuna nel 1891 aprì a Londra, nell'elegante Wimpole Street, uno studio medico la cui soglia, secondo la testimonianza dello stesso Doyle, non fu mai varcata da alcun paziente.

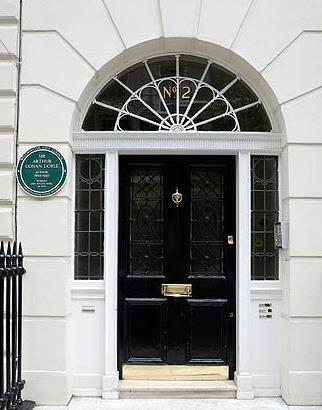
2 Upper Wimpole street, Marylebone, Londra: studio medico oftalmico che il dottor Doyle aprì il 1º aprile 1891

### La maledizione di Eva
Il racconto ha come protagonista il piccolo borghese Robert Johnson, negoziante di abbigliamento maschile a Londra. Robert, nell'arco di una notte, riscopre tutta la dignità e la profondità dell'esistenza umana in seguito al difficile parto di sua moglie.
Nel corso della sua vita, l'uomo ha condotto un'esistenza anonima, non è mai stato scosso né da grandi gioie né da ambiziosi ideali, e sua moglie Lucy è una donna altrettanto tranquilla. L'improvvisa gravidanza di quest'ultima rappresenta la grande svolta nella vita della coppia.
I preparativi per il parto sono stati curati da Robert con largo anticipo e nei minimi dettagli, tuttavia l'idea che qualcosa possa andare per il verso sbagliato preoccupa molto l'ansioso negoziante. Il giorno in cui le condizioni di salute di Lucy peggiorano in modo preoccupante, Robert perde la compostezza e la tranquillità che lo hanno caratterizzato per tutti quegli anni, ritrovandosi a girare l'intera città in cerca del dottor Miles, medico scelto per assistere sua moglie durante il parto. Una volta trovato, appare chiaro che i loro stati d'animo contrastano fortemente: il medico, esausto dopo una lunga giornata di lavoro, ha come priorità la cena rispetto alla visita di Lucy, mentre Robert è invaso dal terrore per le sorti della donna. Quando finalmente il dottore arriva a casa Johnson e visita la donna, la tragicità della situazione è palese anche agli occhi del medico, che chiede il consulto di un collega, il dottor Pritchard. Dopo una lunga notte di travaglio viene comunicata a Robert la notizia della buona riuscita del parto. 
In una notte, il mito e composto negoziante di Londra comprende l'esistenza di fonti di gioia mai sperimentate prima, e grazie a quella esperienza diviene un uomo più forte e profondo.

### La terza generazione
Come per la maggior parte dei racconti de La lampada rossa, la vicenda è ambientata a Londra, a Scudamore lane, nella casa di un medico specialista di reputazione europea, il dottor Horace Selby. L'autore lo descrive come un uomo dall'apparenza rassicurante e dal volto consolatorio, capace di ottenere facilmente la fiducia dei pazienti.
Una sera, durante la cena, egli riceve inaspettatamente la visita di un paziente, il baronetto sir Francis Norton. Dopo un'accurata visita il dottore gli diagnostica una tara innata da cheratite interstiziale, un'infiammazione della cornea che nella maggioranza dei casi è causata dal Treponema pallidum, agente eziologico della sifilide. 
Il baronetto, come suo padre prima di lui, aveva ereditato la malattia dal nonno, un personaggio sinistro e famoso nella Londra degli anni trenta del XIX secolo per la sua vita da dandy dedita all'alcool e al gioco d'azzardo.
Una volta appresa la terribile notizia, il giovane baronetto si interroga su quale mai possa essere la giustizia di tutta quella faccenda. La sua vita, dedita al bello e al gentile, si discosta molto da quella del nonno, ed egli non comprende per quale motivo debba ricevere la sua stessa punizione. 
Il medico, dall'alto della sua professione, gli consiglia di accettare sulla fiducia queste grandi domande della vita, e di far passare molti anni prima di pensare ad un eventuale matrimonio: è infatti l'unico modo per non rischiare di trasmettere la malattia anche ad una quarta generazione.
Quel consiglio appare inaccettabile agli occhi di Sir Francis, che sta per sposarsi in meno di una settimana. Il medico riesce però con innata fermezza a convincerlo ad annullare le nozze, invitandolo a trovare il prima possibile un modo per comunicarlo alla fidanzata. 
I due si salutano con la promessa da parte di Sir Francis di risolvere al più presto la faccenda e di fare avere al dottore sue notizie già il giorno dopo.
Sir Francis mantiene la sua promessa, poiché il medico apprende notizie su di lui da un articolo del Daily news che annuncia che il baronetto è deceduto falciato dalle ruote di una carrozza mentre faceva ritorno a casa.

### La moglie del fisiologo
Il professor John Ainslie Grey è un uomo dalla carriera brillante. A soli quarantatré anni ha posto le basi della sua grande notorietà nell'ambito della fisiologia e della zoologia.
Considerato una delle maggiori autorità viventi, ottiene la cattedra di fisiologia a Birchespool. 
Il professor Grey prova ribrezzo per ogni interpretazione metafisica del mondo, consacrando la sua fede unicamente alla fisicità e alla natura. Un giorno a colazione comunica alla sorella di voler prendere come moglie la signora O'James, vedova australiana, e alla stesso tempo cerca di convincere Miss Grey a prendere in considerazione le attenzioni a lei riservate dal dottor James M'Murdo O'Brien, allievo brillante di Grey.
Una volta celebrato il matrimonio con Jeanette O'James, il professore si trova a discutere con il suo allievo sulla reale possibilità di chiedere la mano di sua sorella. James è obbligato a raccontare al professore di essere anch'egli vedovo: quando viveva in Australia, sua moglie Jinny (Jeanette) aveva deciso di lasciarlo e di partire con il suo amante, ma il brigantino su cui viaggiavano aveva fatto naufragio, e non vi erano stati sopravvissuti.
È una vera sorpresa scoprire che Jinny, che egli crede scomparsa per sempre, è in realtà l'attuale moglie del professor Grey. Jinny infatti in Australia, all'ultimo momento, non era partita con il suo amante e per la vergogna aveva iniziato una nuova vita in Inghilterra.
L'amore ancora vivo tra i due spinge Jinny a tornare insieme al suo vecchio marito e ad abbandonare Grey, secondo lei incapace di soffrire perché senza cuore. Grey, imperturbabile, sembra addirittura incoraggiare in modo distaccato la scelta della donna. 
È difficile anche per i suoi medici curanti, mesi dopo, credere che la causa della morte dell'insensibile professore possa essere legata ad un crepacuore, come i sintomi lasciano immaginare.

### Il caso di Lady Sannox
Il protagonista di questo racconto è il famoso chirurgo londinese Douglas Stone, all'apice della sua brillante carriera. Egli viene descritto come uno degli uomini più belli di Londra, i cui vizi sono alla pari delle sue virtù e infinitamente più pittoreschi. Egli conduce una relazione di dominio pubblico nei circoli alla moda della città con la seducente Lady Sannox, sposata con Lord Sannox, uomo tranquillo e piuttosto anonimo. 
Una sera, mentre Stone si appresta a recarsi ad un appuntamento con Lady Sannox, riceve a casa la visita di un misterioso paziente proveniente dall'Asia minore, Hamil Ali. Quest'ultimo lo implora di correre in soccorso della moglie, la quale si è accidentalmente ferita il labbro con un almohadi, un pugnale orientale avvelenato. L'uomo insiste che l'unico modo per salvarle la vita sia quello di amputare la zona colpita dal veleno. Spinto dalla gentile ricompensa di cento sterline ed impaziente di incontrare Lady Sannox più tardi quella sera, Stone respinge i suoi dubbi professionali e si reca a casa della coppia. 
Con un bisturi recide il labbro inferiore della donna il cui viso è nascosto da un velo per motivi religiosi, ma scopre poco dopo di essere stato ingannato dallo stesso Lord Sannox, camuffato sotto le vesti del turco, e di aver sfigurato Lady Sannox. In questo modo Lord Sannox riesce a portare a termine la vendetta contro sua moglie, destinata a prendere il velo e a rimanere per sempre sfigurata nel corpo e nello spirito, e contro Stone, che verrà ritrovato il mattino seguente dal suo cameriere in uno stato di shock, "con le gambe impigliate in un unico gambale delle brache e il poderoso cervello ridotto a poco più di un cappello pieno di porridge"

### Una questione di diplomazia
Il diplomatico Lord Charles, ministro degli Esteri inglese, costretto a casa da una fastidiosa gotta, riceve dalla moglie Lady Clara una lezione, appunto, di diplomazia.
La loro unica figlia Ida ha una storia con il giovane Lord Arthur Sibthorpe, non ancora in possesso di una nomina ufficiale, ma con una genealogia invidiabile. 
Il padre di Clara non approva il loro fidanzamento e decide insieme al Primo Ministro di assegnare proprio al giovane Arthur un posto vacante a Tangeri, credendo che quella nomina lo avrebbe allontanato per un po' dalla figlia.
L'astuta moglie, decisa invece ad incoraggiare il loro fidanzamento, escogita un pretesto per mandare anche Ida a Tangeri con Lord Arthur. Quel giorno infatti è giunto nella loro casa il medico di famiglia, Sir William, per visitare sia Lord Charles che Ida, alla quale, tempo prima, aveva detto che una località dal clima secco avrebbe giovato alle sue vie respiratorie.
Lady Clara, memore del consiglio, incoraggia il dottore a decidere che per Ida la destinazione migliore dove passare qualche mese sia proprio Tangeri. 
Lord Charles viene abilmente informato della decisione prima dal medico, poi dalla moglie, e, benché egli sappia che le coincidenze del caso siano in realtà frutto di un'astuta manovra di Lady Clara, è costretto ad accettare la partenza della figlia e a riconoscere le innate capacità diplomatiche della moglie.

### Il fiasco di Los Amigos
Nella città di Los Amigos, famosa per il grande generatore elettrico che vi si trova, si decide di utilizzare una nuova risorsa proveniente dall'Est per giustiziare i prigionieri condannati a morte: la sedia elettrica.
Duncan Warner, assassino e fuorilegge ricercato, sembra essere il condannato perfetto per la prima esecuzione.
Nella commissione incaricata di discutere della faccenda, insieme ad altri esperti, figura Peter Stulpnagel, anziano elettricista tedesco. Nonostante le avversioni di quest'ultimo, il quale sostiene che con una dose minore di elettricità la morte sia più immediata che con una dose maggiore, si decide di utilizzare tutta la potenza della grande dinamo di Los Amigos per giustiziare Warner.
Al momento dell'esecuzione, il corpo di Warner è attraversato dalla spaventosa carica elettrica, ma, nonostante ciò, egli sopravvive. Gli occhi sembrano addirittura più vivaci di prima, e sia la barba che i capelli sono diventati completamente bianchi. Nemmeno una seconda scarica lo porta alla morte. Tentano allora l'impiccagione, anch'essa vana nel suo scopo. Nel risentimento e nell'imbarazzo generale, lo sceriffo scarica su Duncan Warner il suo revolver a sei colpi, ma una volta sparita la nube di fumo provocata dagli spari, lo scenario appare incredibile: Duncan Warner è ancora vivo e non mostra alcun cedimento. Allo straordinario fatto l'unico capace di dare una spiegazione è Peter Stulpnagel: "Quello che avete ottenuto con la corrente elettrica è di aver aumentato la vitalità di quest'uomo fino al punto che per secoli potrà sfuggire alla morte."
L'unico accenno alla medicina che compare nel racconto è riferito al misterioso narratore in prima persona che figura nella commissione come responsabile del servizio sanitario.

### I medici di Hoyland
Il giovane dottor James Ripley eredita lo studio medico del padre nella cittadina di Hoyland, nel nord dell'Hampshire. Egli coltiva una grande passione per lo studio e per il suo lavoro. Grazie alla scarsa concorrenza nella sua professione, è un punto di riferimento per tutto il territorio. 
La grande svolta nella sua vita avviene nel momento in cui a Hoyland giunge un secondo medico, Verrinder Smith. 
Il dottor Ripley inizialmente non si sente intimorito da una possibile concorrenza e, credendo che il nuovo dottore si trovi in città esclusivamente per portare avanti la sua ricerca scientifica, decide di recarsi a conoscerlo.
Una volta di fronte al dottore, egli non riesce a nascondere la sorpresa nello scoprire che Verrinder Smith, titolare dei massimi diplomi accademici, è in realtà una donna. Per un uomo come Ripley, dall'animo conservatore, risulta inaccettabile che una donna pratichi una professione tipicamente maschile. "Non riusciva a ricordare nessun comandamento della Bibbia sul fatto che l'uomo dovesse essere sempre il medico e la donna l'infermiera, eppure avvertiva che era una bestemmia"
In pochi mesi, da avversaria a livello ideologico, Verrinder Smith lo diviene anche a livello pratico, poiché le visite per Ripley iniziano a calare notevolmente. La fama della dottoressa aumenta soprattutto per via delle sue abilità nella chirurgia, che esercita in modo eccellente, mentre al dottor Ripley era sempre mancato il sangue freddo per dedicarsi a quella pratica.
Una sera, per raggiungere un paziente prima della Smith, il dottor Ripley prende troppo stretta una curva con il suo calesse e cade in un fosso. Il caso vuole che a soccorrerlo sia la stessa Verrinder Smith, che per i mesi seguenti gli riserva premurose cure per guarire la frattura scomposta della gamba. 
Egli ha così modo di rivalutare le sue idee tradizionaliste riguardo al ruolo della donna in medicina, innamorandosi di Verrinder e arrivando a chiederle la mano. Il rifiuto della donna alla proposta di matrimonio avanzata da Ripley giunge dalla decisione di dedicarsi completamente al suo mestiere e alla scienza.

## Arthur Conan Doyle, medico
Nel 1876, Arthur Conan Doyle, spinto più dalle ristrettezze economiche della famiglia che da una salda motivazione, si iscrisse all'Università di Edimburgo, dove studiò medicina fino al 1881. Durante gli anni di università, il suo professore, Joseph Bell, esercitò su di lui una forte influenza da molti punti di vista. Quando Doyle venne scelto da Bell come suo segretario al Royal Infirmary of Edinburgh, ebbe allora "ampie possibilità di studiare i suoi metodi, e di notare come spesso egli apprendesse di più del paziente con rapide occhiate, che non io con le mie domande.". Grazie al suo spirito di osservazione e alle sue capacità intuitive, Bell fu d'ispirazione per Doyle per la creazione del personaggio di Sherlock Holmes. Al terzo anno di studi il giovane Doyle ottenne un posto come medico di bordo sulla Hope, baleniera diretta verso il Circolo Polare Artico.
Conseguì la laurea in medicina nel 1881 con una tesi sull'atassia locomotoria progressiva, un'affezione degenerativa del midollo spinale di origine sifilitica. Dopo essersi laureato riprese a navigare come medico di bordo sul piroscafo Mayumba, che faceva rotta tra Liverpool e la costa occidentale africana.
Nel 1891 si recò a Vienna per specializzarsi in oftalmologia. Tuttavia, già a metà del 1891, i tanto numerosi quanto vani tentativi di aprire uno studio medico di successo e la fortunata pubblicazione sul londinese The Strand dei racconti di Sherlock Holmes lo indussero ad abbandonare la medicina per dedicarsi completamente alla carriera letteraria. Si rese presto conto, infatti, che per lui sarebbe stato più semplice guadagnarsi da vivere attraverso la letteratura che non attraverso l'attività medica. Tuttavia, l'entusiasmo planetario suscitato dal serial complicò la relazione tra Sherlock Holmes e il suo autore, che, nel 1893, decise di far precipitare il personaggio da lui creato nelle cascate di Reichenbach, Svizzera. Solo nove anni dopo, nel 1902, incalzato dalle proteste del pubblico, Doyle "riportò alla luce" Sherlock Holmes ne "Il mastino dei Baskerville". 
Ma anche il tentativo di abbandonare la medicina fallì, e l'interesse di Doyle per la professione medica non si esaurì mai.
Quando la moglie si ammalò di tubercolosi, Doyle si trasferì con la famiglia a Davos, in Svizzera. Lì, in un sanatorio, le cure di Doyle consentirono alla moglie di sopravvivere per diversi anni ad una malattia che, altrimenti, le avrebbe stroncato la vita in pochi mesi. Doyle si ritrovò ad affrontare nuovamente la tubercolosi nel 1890, durante la conferenza tenuta a Berlino da Robert Koch per presentare una nuova cura contro la malattia, la Tubercolina, riguardo alla quale tutto il mondo aveva grandi aspettative.
Egli rimase poco convinto dai casi presentati e scrisse subito una lettera al Daily Telegraph, dove metteva in dubbio l'efficacia terapeutica della tubercolina, ma non escludeva la possibilità di utilizzarla come strumento di diagnosi .